# 人体解剖マニュアル
『人体解剖マニュアル～一目でわかる人体の不思議～』（じんたいかいぼうマニュアル）は、ドイツ人解剖学者グンター・フォン・ハーゲンス（博士）による人体解剖講義を収録したDVD。DVD発売元は、デックスエンタテインメント。
ハーゲンス自身が開発したプラスティネーションによって保存された本物の人体を使用して、学生・一般聴衆者を前に行った人体解剖の講義を収録したもの。
全4講義。2004年にイギリスで制作された。2006年8月発売。日本語版監修は養老孟司。
1. 動き
2. 循環器
3. 消化
4. 生殖

第2弾は、2006年にイギリスで制作された。全4講義。日本語版監修は布施英利。2007年5月25日発売。
『人体解剖マニュアル2 ～死因を探れば長生きの秘訣がわかる～』（じんたいかいぼうマニュアル2）
1. 血液
2. 腫瘍/ガン
3. 毒素
4. 老化

第3弾は、2007年にイギリスで制作された。全3講義。日本語版監修は茂木健一郎。2008年8月16日発売予定。
『人体解剖マニュアル ER ～緊急救命　命の分かれ目～』（じんたいかいぼうマニュアル ER）
1. 致命傷
2. 出血死
3. 事故死

第1弾から第3弾までをまとめたDVD-BOX。2008年8月16日発売予定。
『人体解剖マニュアル完全版 DVD-BOX』